# Блум, Ида
Ида Блум (20 января 1931, Гентофте, Дания — 26 ноября 2016) — норвежский историк.

## Биография
В 1961 году окончила Бергенский университет, позднее работала там же младшим научным сотрудником. С 1985 по 2001 год — профессор женской истории Бергенского университета. В 1987 году Блум стала главным инициатором создания и первым президентом Международной федерации исследований женской истории. С 2017 года она осталась в федерации в качестве почетного члена правления.
Член норвежской Академии наук. В 2009 году Блум получила премию Джины Кроги.